# Aṣa
Aṣa, pronuncia /aʃa/ (Ascia), ossia falco in lingua yoruba, pseudonimo di Bùkólá Elemide (Parigi, 17 settembre 1982), è una cantante e compositrice francese naturalizzata nigeriana.

## Biografia
È nata a Parigi nel 1982, col nome Bukola Elemide, da genitori nigeriani. All'età di due anni tornò con la famiglia in Nigeria, crescendo a Lagos, nel sudovest del Paese.
La madre la iscrisse a una delle migliori scuole della Nigeria; dopo cinque anni di studio Aṣa scoprì Erykah Badu, D'Angelo, Raphael Saadiq, Lauryn Hill, Femi Kuti e Angélique Kidjo, nelle cui orme sognava di cantare.
A diciotto anni, anziché frequentare l'università, si iscrisse ad insaputa dei genitori
alla Peter King's School of Music, imparando a suonare la chitarra in sei mesi.

## Discografia

### Album
- Aṣa (2007)
- Beautiful Imperfection (2010)
- Bed of Stone (2014)
- Lucid (2019)
- V (feat. Wizkid) (2022)

### Singoli
- Fire on the mountain (2007)
- Jailer (2008)
- Be my man (2010)
- Why can't we (2011)